# Choccolocco
Choccolocco est un village situé dans l’État américain de l'Alabama, dans le comté de Calhoun.

## Démographie
| 2000 | 2010  | - | - | - | - |
| ---- | ----- | - | - | - | - |
| 601  | 2 804 | - | - | - | - |